# Elezioni regionali in Friuli-Venezia Giulia del 2013
Le elezioni regionali in Friuli Venezia Giulia del 2013 si sono svolte il 21 e 22 aprile 2013. Sono state le undicesime nella storia della regione e le terze con l'elezione diretta del Presidente della Giunta regionale.
È stata eletta alla presidenza Debora Serracchiani, sostenuta dal centrosinistra, che ha preceduto per poco più di 2.000 preferenze il presidente uscente Renzo Tondo, espresso dal Popolo della Libertà. Non avendo raggiunto però la soglia dei 45% dei voti, il premio di maggioranza attribuito alla sua coalizione si è limitato al 55% dei seggi, per cui alla coalizione che l'ha sostenuta sono stati attribuiti 27 seggi su 49. È stata la seconda donna a ottenere tale carica dopo Alessandra Guerra, presidente dal febbraio 1994 al settembre 1995.
Il risultato del voto è stato comunque impugnato dai partiti di centrodestra con ricorso al Tribunale Amministrativo Regionale, visto l'esiguo margine tra i due candidati. In seguito tale ricorso è stato respinto, essendo in parte «inammissibile e per il resto infondato».
Tra le liste, il partito che ha ottenuto il maggior numero di voti è stato il Partito Democratico, col 26,82%; il PD ha preceduto Il Popolo della Libertà, al 20,03%, e il Movimento 5 Stelle, al 13,75%. Tra i gruppi di liste, il Centrodestra ha ottenuto il 45,21% contro il 38,98% del Centrosinistra.
Gli elettori chiamati al voto sono stati 1.099.334, suddivisi in 1.374 sezioni. Si sono recati al voto 554.947 elettori, pari al 50,48% degli aventi diritto.
Con deliberazione della Giunta regionale del 13 febbraio 2013 è stato disposto il contemporaneo svolgimento delle elezioni del Presidente della Regione e del Consiglio regionale con quelle degli organi della Provincia di Udine e di tredici comuni della Regione.

## Legge elettorale

### Modifica del numero dei consiglieri regionali
Nel gennaio 2010, venne creato in seno al consiglio regionale, un tavolo politico-istituzionale per la riduzione dei costi della politica. Sulla base delle indicazioni sorte da tale tavolo il consiglio regionale ha approvato, nella sessione di lavoro di novembre 2011, la proposta di modifica dello Statuto riguardante la riduzione del numero dei consiglieri regionali, mutando il rapporto fra eletto e popolazione dall'attuale uno ogni 20.000 abitanti a uno ogni 25.000. La modifica porterà il numero dei consiglieri, fissato in 59, a 49, secondo la popolazione residente attestata dall'ISTAT. Tale riduzione richiedeva però una modifica dello Statuto regionale che, riguardando una regione autonoma, doveva essere approvato con legge costituzionale.
Nel corso del 2012, pertanto, è proseguito l'iter dell'approvazione delle modifiche allo statuto tendenti alla riduzione del numero dei Consiglieri regionali. In prima lettura il provvedimento è stato approvato dal Senato della Repubblica il 18 aprile 2012 e dalla Camera il 3 ottobre 2012. La seconda lettura è avvenuta in data 18 ottobre 2012 al Senato e il 22 gennaio 2013, a Parlamento già sciolto, alla Camera dei deputati.
È stata così definitivamente approvata la legge costituzionale che riduce il numero dei consiglieri regionali per il Friuli-Venezia Giulia da 59 a 49. La Legge Costituzionale 7 febbraio 2013, n. 1 "Modifica dell'articolo 13 dello Statuto speciale della regione Friuli-Venezia Giulia, di cui alla legge costituzionale 31 gennaio 1963, n. 1." è stata pubblicata sulla Gazzetta Ufficiale della Repubblica italiana n. 40 del 16 febbraio 2013 ed è entrata in vigore il 3 marzo 2013.
Le circoscrizioni elettorali in cui è diviso il comprensorio regionale sono Udine, Trieste, Pordenone, Gorizia e Tolmezzo.
| Circoscrizione | Residenti | Seggi attribuiti | Seggi attribuiti |
| -------------- | --------- | ---------------- | ---------------- |
| Circoscrizione | Residenti | 2008             | 2013             |
| Trieste        | 232.601   | 12               | 9                |
| Gorizia        | 140.143   | 6                | 5                |
| Udine          | 456.186   | 21               | 18               |
| Tolmezzo       | 79.244    | 4                | 3                |
| Pordenone      | 310.811   | 14               | 12               |
| Totale         | 1.218.985 | 57               | 47               |

A questi vanno aggiunto due seggi: uno attribuito al candidato risultato eletto come Presidente della Giunta, e uno al secondo per numero di voti.

### Sistema elettorale

#### Premio di maggioranza
Le principali disposizioni normative applicabili alle elezioni del Presidente della Regione e del Consiglio regionale sono contenute nelle leggi regionali 18 giugno 2007, n. 17 (Determinazione della forma di governo della Regione Friuli Venezia Giulia e del sistema elettorale regionale, ai sensi dell'articolo 12 dello Statuto di autonomia) e 18 dicembre 2007, n. 28 (Disciplina del procedimento per la elezione del Presidente della Regione e del Consiglio regionale). La disciplina dei casi di incandidabilità alle cariche di Presidente della Regione e di Consigliere regionale è contenuta nel Decreto Legislativo n. 235 del 31 dicembre 2012 (Testo unico delle disposizioni in materia di incandidabilità e di divieto di ricoprire cariche elettive e di Governo conseguenti a sentenze definitive di condanna per delitti non colposi, a norma dell'articolo 1, comma 63, della legge 6 novembre 2012, n. 190.).
Secondo la legge elettorale viene eletto Presidente il candidato che ha ottenuto il maggior numero di voti validi. In merito all'attribuzione dei seggi alle singole liste, vengono ammesse alla ripartizione qualora si trovano nelle seguenti tre condizioni:
- abbiano ottenuto almeno il 4% dei voti su base regionale;
- abbiano ottenuto almeno l'1,5% su base regionale e faccia parte di una coalizione che abbia ottenuto almeno il 15%;
- abbiano ottenuto in una circoscrizione pari ad almeno il 20% dei voti.

L'Ufficio centrale regionale deve verificare se la distribuzione proporzionale dei seggi soddisfa le seguenti due condizioni:
- il gruppo di liste o la coalizione di gruppi di liste collegate al candidato eletto Presidente ha ottenuto un numero di seggi che, considerando anche il seggio già attribuito al candidato eletto Presidente, corrisponde al 60% per cento dei seggi del Consiglio, nel caso in cui il Presidente sia stato eletto con più del 45% dei voti o almeno al 55% dei seggi, nel caso in cui il Presidente sia stato eletto con una percentuale di voti pari o inferiore al 45%;
- il gruppo o i gruppi di liste non collegati al candidato eletto Presidente hanno complessivamente ottenuto un numero di seggi che, considerando anche il seggio già attribuito al candidato Presidente primo dei non eletti, corrisponde al 40% dei seggi del Consiglio.

Nel caso in cui risulti che il gruppo di liste o la coalizione di gruppi di liste collegate candidato eletto Presidente ha ottenuto un numero di seggi inferiore al 60% o al 55%, scatta il “premio di maggioranza” che comporta l'attribuzione ai gruppi di liste di maggioranza della prescritta percentuale di seggi e l'attribuzione dei restanti seggi agli altri gruppi di liste.
Nel caso in cui dalla verifica risulti che il gruppo o i gruppi di liste non collegati al candidato eletto Presidente hanno ottenuto un numero di seggi inferiore al 40%, scatta la “garanzia per le minoranze”, che comporta l'attribuzione ai gruppi di liste di minoranza del 40% dei seggi e l'attribuzione dei restanti seggi agli altri gruppi di liste.

#### Seggio alla minoranza slovena
Nel caso in cui un gruppo di liste espressione della minoranza slovena non abbia ottenuto almeno un seggio per effetto delle operazioni di attribuzione dei seggi, le operazioni devono essere ripetute, a condizione che il gruppo di liste:
- abbia dichiarato, in occasione della presentazione delle candidature, il collegamento con un altro gruppo di liste della medesima coalizione;
- abbia ottenuto una cifra elettorale regionale non inferiore all'1% dei voti validi.

Nel ripetere le operazioni di attribuzione dei seggi, l'Ufficio centrale regionale somma le cifre elettorali del gruppo di liste espressivo della minoranza slovena e del gruppo di liste con lo stesso collegato, considerando i due gruppi come un unico gruppo.
Uno dei seggi così ottenuti dall'insieme costituito dai due gruppi è attribuito al gruppo espressivo della minoranza slovena.

### Modalità di voto
La legge prevede tre possibili modalità di espressione del voto:
- Scelta del solo candidato presidente. Si traccia un segno sul nome del candidato presidente o sul simbolo associato al nome. In questo caso il voto non si estende alle liste collegate, anche nel caso vi sia una sola lista;
- Scelta del candidato presidente e di una lista. Si traccia un segno sul nome del candidato presidente o sul simbolo associato al nome e un segno sul simbolo della lista. Nel caso in cui si tracci solo un segno sul simbolo della lista, il voto si estende anche al candidato presidente ad essa collegato. È possibili anche effettuare il voto disgiunto tracciano un segno sul nome di un candidato presidente o sul simbolo associato al nome e un segno sul simbolo di una lista ad esso non collegata;
- Scelta del candidato presidente, di una lista e di un candidato consigliere. Si traccia un segno sul nome del candidato presidente o sul simbolo associato al nome, un segno sul simbolo della lista e si scrive il cognome del candidato consigliere a fianco del simbolo della lista. Il candidato consigliere deve fare parte della lista. Nel caso si scriva solo il cognome del candidato consigliere, il voto si estende sia alla lista che al candidato presidente ad essa collegato.

Le operazioni di votazione si svolgono la domenica dalle 08:00 alle 22:00 e il lunedì dalle 07:00 alle 15:00.
Il colore della scheda per le elezioni regionali è azzurro - pantone 278U.

## Principali avvenimenti

### Scelta della data
Secondo quanto prevede l'articolo 14, commi 1 e 2, dello Statuto regionale, considerato che le elezioni precedenti si sono tenute il 13 e il 14 aprile 2008, il periodo utile per lo svolgimento delle elezioni regionali del 2013 è ricompreso tra domenica 17 marzo 2013 e domenica 21 aprile 2013.
Proprio per attendere la conclusione dell'iter di modifica dello Statuto regionale il Presidente uscente, Renzo Tondo, ha deciso di non accorpare le elezioni regionali a quelle politiche, previste per il 24 e 25 febbraio (come invece accadde nel 2008, con le dimissioni anticipate del presidente dell'epoca, Riccardo Illy) ma le ha fissate al 21-22 aprile. Tale scelta è stata contestata dalla candidata del centrosinistra, Debora Serracchiani.
Si è comunque deciso di accorpare le elezioni regionali con le altre amministrative previste nella primavera del 2013. Tra gli altri enti che videro rinnovate le loro cariche in contemporanea con la Regione, vi sono la provincia e il Comune di Udine.

### Presentazione delle candidature
I partiti e i gruppi politici depositano presso la segreteria dell'Ufficio centrale regionale, dalle ore 8.00 alle ore 20.00 del 16 marzo e dalle ore 8.00 alle ore 12.00 del 17 marzo (trentaseiesimo e trentacinquesimo giorni antecedenti la data delle elezioni).

## Composizione degli schieramenti e delle candidature

### Coalizione di centrosinistra
La coalizione di centrosinistra ripresenta l'alleanza tra il Partito Democratico e Sinistra Ecologia Libertà, già formatasi per le politiche di febbraio. A tali partiti si alleano anche il partito espressione della minoranza slovena, la Slovenska Skupnost, l'Italia dei Valori (che alle politiche aveva sostenuto Rivoluzione Civile) e la lista Cittadini per Debora Serracchiani Presidente.
A differenza di quanto accaduto per le politiche e in altre elezioni locali, questo schieramento non utilizza il metodo delle elezioni primarie per l'individuazione del candidato presidente. Esse vengono tenute solo per determinare i candidati del PD per la circoscrizione di Trieste.
La candidata Debora Serracchiani è stata indicata dal PD, del quale è segretaria regionale, nell'agosto 2012.

### Coalizione di centrodestra
La coalizione di centrodestra è composta dal Popolo della Libertà, dalla Lega Nord, da La Destra, liste già collegatesi alle elezioni politiche. A questa alleanza si aggiungono anche il Partito Pensionati (alleato alle politiche ma non presente in Friuli-Venezia Giulia) e l'Unione di Centro (che alle politiche sosteneva la candidatura di Mario Monti e Scelta Civica), partiti che già sostengono l'uscente giunta regionale. Completa lo schieramento il movimento Autonomia Responsabile.
Renzo Tondo ha confermato la sua candidatura nel dicembre 2012, anche se prospettò la possibilità che non venisse ripresentato il simbolo del PdL. L'UDC fu per un certo tempo indecisa se sostenere ancora la candidatura di Tondo, vista la diversa collocazione alle elezioni politiche. Il nodo è stato sciolto solo dopo le elezioni politiche stesse.

### Movimento 5 Stelle
Il candidato del Movimento 5 Stelle è stato determinato da un'assemblea dei rappresentanti del movimento, tenuta il 21 dicembre 2012 a Gorizia. Alla scelta hanno partecipato, oltre i presenti, anche alcuni degli aventi diritto non presenti, tramite voto telematico. È risultato eletto Saverio Galluccio. Il Movimento 5 Stelle ha escluso dalle attività elettorali un candidato, Fulvio Di Cosmo, della circoscrizione di Trieste, in quanto risultato iscritto alla Massoneria.

### Un'Altra Regione
Franco Bandelli è il candidato di Un'Altra Regione. La candidatura è stata annunciata nel settembre 2012. Tale lista, pur non collegandosi con nessuna altra lista presentata, ottiene il sostegno dell'Unione Autonomista Alpina. Inizialmente era stato anche prospettato l'accordo con il Movimento per la gente, facente capo all'imprenditore friulano Maurizio Zamparini, così come col Front Furlan.

## I candidati alla presidenza

### Candidature ammesse
I candidati alla presidenza del Friuli Venezia Giulia sono:
- Franco Bandelli per Un'Altra Regione;
- Saverio Galluccio per Movimento 5 Stelle (M5S);
- Debora Serracchiani per Partito Democratico (PD), Sinistra Ecologia Libertà (SEL), Italia dei Valori (IdV), Slovenska Skupnost (US-SSk) e Cittadini per Debora Serracchiani Presidente (CpP);
- Renzo Tondo per Il Popolo della Libertà (PdL), Lega Nord (LN), Unione di Centro (UdC), Partito Pensionati, La Destra (presente solo in tre circoscrizioni su cinque) e Autonomia Responsabile.

### Candidature escluse
L'ufficio elettorale regionale ha escluso la candidatura di Marino Andolina, sostenuto dalla lista di Sinistra, comprendente Rifondazione Comunista e il Partito dei Comunisti Italiani. Andolina ha fatto ricorso al Tribunale amministrativo regionale, che però ha confermato l'esclusione per la mancanza di una firma relativa all'incartamento necessario per la candidatura nella circoscrizione di Trieste. Rimanendo la lista ammessa in sole due circoscrizioni è stata perciò esclusa. Il candidato ha successivamente fatto ricorso presso il Consiglio di Stato, il quale lo ha però definitivamente respinto.

### Candidature ipotizzate
Nel corso della campagna elettorale per le politiche del febbraio 2013 il leader di Fare per Fermare il Declino, Oscar Giannino annunciò la sua volontà di candidarsi per la carica di presidente della giunta regionale. Successivamente la lista però non si è presentata.
I rappresentanti regionali di Scelta Civica hanno deciso di non presentare nessuna lista alle elezioni, né di sostenere nessuna delle liste presenti, o inserire qualche proprio candidato nelle liste presentate. È stata valutata però la possibilità di proporre a tutte le altre forze politiche un'Agenda per la Regione. Due giorni prima di tale annuncio il movimento aveva però indicato Alfredo Antonini come possibile candidato.

## Critiche alle elezioni
Il Movimento Trieste Libera ha invitato gli elettori della circoscrizione di Trieste a rifiutare la scheda elettorale rivendicando la non appartenenza del territorio della Provincia di Trieste alla Repubblica Italiana. Per tale ragione ha invitato gli elettori a consegnare una dichiarazione al seggio secondo la quale "lo svolgimento delle elezioni politiche italiane in un territorio extra nazionale quale è la Zona A del Territorio Libero di Trieste costituisce violazione della stessa Costituzione della Repubblica Italiana". Tale iniziativa era stata già suggerita per le elezioni politiche del 2013, quando ottenne l'adesione di 500 elettori.
Il movimento ha anche presentato ricorso presso il TAR per l'annullamento del decreto di fissazione delle elezioni regionali per la presunta nullità assoluta dell'atto ai sensi e per gli effetti del Trattato di Pace del 1947 in vigore, che conferirebbe a Trieste lo status giuridico di Territorio Libero in semplice amministrazione civile provvisoria da parte del Governo italiano.

## Numeri e costi delle elezioni

### Affluenza
Gli elettori chiamati al voto sono 1.099.334, suddivisi in 1.374 sezioni (276 per la circoscrizione di Trieste, 154 per quella di Gorizia, 495 a Udine, 126 per Tolmezzo e 323 in quella di Pordenone). Si sono recati al voto 554.947 elettori, con un'affluenza del 50,48%, contro il 72,33% delle regionali del 2008, e il 77,19% registrato in regione alle elezioni politiche del febbraio 2013 per la Camera dei deputati. Il comune nel quale l'affluenza è stata più elevata è Sutrio, col 65,44%, mentre il comune con l'affluenza più ridotta è stato Drenchia col 24,17%. Entrambi i comuni si trovano in provincia di Udine. Tra i capoluoghi di provincia quello che ha registrato l'affluenza più alta è stato Udine, ove si votava anche per il rinnovo del consiglio comunale, col 60,76%, mentre quello con la più bassa partecipazione al voto è stato Trieste col 44,97%.

### Schede bianche e nulle
Le schede bianche sono state 5.935 (pari al 1,07% dei voti espressi), le schede nulle sono state 11.968 (pari al 2,16%), mentre i voti contestati o non assegnati sono 52.

### Tabella Riepilogativa
I dati sull'affluenza sono qui riepilogati:
| Circoscrizione | Aventi diritto | Affluenza        | Affluenza        | Affluenza        | Affluenza        | Voti validi per presidente | Voti validi per le liste | Schede Bianche | Schede Nulle/Contestate |
| Circoscrizione | Aventi diritto | ore 12           | ore 19           | ore 22           | Finale           | Voti validi per presidente | Voti validi per le liste | Schede Bianche | Schede Nulle/Contestate |
| -------------- | -------------- | ---------------- | ---------------- | ---------------- | ---------------- | -------------------------- | ------------------------ | -------------- | ----------------------- |
| Trieste        | 212.338        | 22.743 (10,71%)  | 56.143 (26,44%)  | 67.046 (31,58%)  | 97.331 (45,84%)  | 94.975 (97,58%)            | 71.262                   | 528 (0,54%)    | 1.828 (1,88%)           |
| Gorizia        | 119.924        | 13.384 (11,16%)  | 35.265 (29,41%)  | 42.484 (35,43%)  | 63.090 (52,61%)  | 61.226 (97,05%)            | 45.083                   | 473 (0,75%)    | 1.391 (2,20%)           |
| Udine          | 407.873        | 42.396 (10,39%)  | 122.157 (29,95%) | 151.128 (37,05%) | 218.053 (53,46%) | 210.296 (96,44%)           | 149.798                  | 3.047 (1,40%)  | 4.710 (2,16%)           |
| Tolmezzo       | 82.132         | 7.014 (8,54%)    | 20.559 (25,03%)  | 25.223 (30,71%)  | 38.323 (46,66%)  | 36.738 (95,86%)            | 27.614                   | 502 (1,31%)    | 1.083 (2,83%)           |
| Pordenone      | 277.067        | 27.275 (9,84%)   | 79.723 (28,77%)  | 100.380 (36,23%) | 138.150 (49,86%) | 133.757 (96,82%)           | 105.828                  | 1.385 (1,00%)  | 3.008 (2,18%)           |
| Totale         | 1.099.334      | 112.812 (10,26%) | 313.847 (28,55%) | 386.261 (35,14%) | 554.947 (50,52%) | 536.992 (96,76%)           | 399.585                  | 5.935 (1,07%)  | 12.020 (2,17%)          |

## Risultati
|                                                                 | Debora Serracchiani ✔️ Presidente                               | 211 508                                                         | 39,39 | Partito Democratico     | 107 180 | 26,84 | 19 |  |  |
| Cittadini per Debora Serracchiani Presidente                    | Debora Serracchiani ✔️ Presidente                               | 211 508                                                         | 39,39 | 21 170                  | 5,30    | 3     |    |  |  |
| Sinistra Ecologia Libertà                                       | Debora Serracchiani ✔️ Presidente                               | 211 508                                                         | 39,39 | 17 757                  | 4,45    | 3     |    |  |  |
| Slovenska Skupnost                                              | Debora Serracchiani ✔️ Presidente                               | 211 508                                                         | 39,39 | 5 431                   | 1,36    | 1     |    |  |  |
| Italia dei Valori                                               | Debora Serracchiani ✔️ Presidente                               | 211 508                                                         | 39,39 | 4 009                   | 1,00    | –     |    |  |  |
|                                                                 | Renzo Tondo                                                     | 209 457                                                         | 39,00 | Il Popolo della Libertà | 80 063  | 20,05 | 8  |  |  |
| Autonomia Responsabile                                          | Renzo Tondo                                                     | 209 457                                                         | 39,00 | 42 851                  | 10,73   | 4     |    |  |  |
| Lega Nord                                                       | Renzo Tondo                                                     | 209 457                                                         | 39,00 | 33 067                  | 8,28    | 3     |    |  |  |
| Unione di Centro                                                | Renzo Tondo                                                     | 209 457                                                         | 39,00 | 14 759                  | 3,70    | –     |    |  |  |
| La Destra                                                       | Renzo Tondo                                                     | 209 457                                                         | 39,00 | 6 173                   | 1,55    | –     |    |  |  |
| Partito Pensionati                                              | Renzo Tondo                                                     | 209 457                                                         | 39,00 | 3 733                   | 0,93    | –     |    |  |  |
| Seggio assegnato al candidato presidente classificatosi secondo | Seggio assegnato al candidato presidente classificatosi secondo | Seggio assegnato al candidato presidente classificatosi secondo | 39,00 | 1                       |         |       |    |  |  |
|                                                                 | Saverio Galluccio                                               | 103 135                                                         | 19,21 | Movimento 5 Stelle      | 54 908  | 13,75 | 5  |  |  |
|                                                                 | Franco Bandelli                                                 | 12 908                                                          | 2,40  | Un'Altra Regione        | 8 231   | 2,06  | –  |  |  |
| Totale                                                          | Totale                                                          | 537 008                                                         | 100   |                         | 399 312 | 100   | 47 |  |  |
|                                                                 |                                                                 |                                                                 |       |                         |         |       |    |  |  |
| Schede bianche                                                  | Schede bianche                                                  | 5 935                                                           | 1,07  |                         |         |       |    |  |  |
| Schede nulle                                                    | Schede nulle                                                    | 11 962                                                          | 2,16  |                         |         |       |    |  |  |
| Votanti                                                         | Votanti                                                         | 554 943                                                         | 50,48 |                         |         |       |    |  |  |
| Elettori                                                        | Elettori                                                        | 1 099 344                                                       |       |                         |         |       |    |  |  |

## Composizione del Consiglio regionale

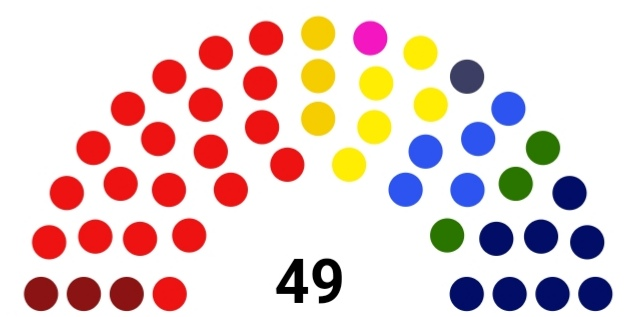

| Gruppi consiliari                   | Gruppi consiliari                            | Seggi |
| ----------------------------------- | -------------------------------------------- | ----- |
|                                     | Partito Democratico                          | 20    |
|                                     | Cittadini per Debora Serracchiani Presidente | 3     |
|                                     | Sinistra Ecologia Libertà                    | 3     |
|                                     | Slovenska Skupnost                           | 1     |
| Totale coalizione di centrosinistra | Totale coalizione di centrosinistra          | 27    |
|                                     | Il Popolo della Libertà                      | 8     |
|                                     | Autonomia Responsabile                       | 5     |
|                                     | Lega Nord                                    | 3     |
|                                     | Unione di Centro                             | 1     |
| Totale coalizione di centrodestra   | Totale coalizione di centrodestra            | 17    |
|                                     | Movimento 5 Stelle                           | 5     |
| Totale                              | Totale                                       | 49    |

### Eletti
| Collegio              | Lista                                        | Eletto              | Preferenze |
| --------------------- | -------------------------------------------- | ------------------- | ---------- |
| Friuli-Venezia Giulia | Centrosinistra                               | Debora Serracchiani |            |
| Friuli-Venezia Giulia | Centrodestra                                 | Renzo Tondo         |            |
| Trieste               | Partito Democratico                          | Franco Codega       | 2841       |
| Trieste               | Partito Democratico                          | Franco Rotelli      | 1325       |
| Trieste               | Partito Democratico                          | Stefano Ukmar       | 971        |
| Trieste               | Movimento 5 Stelle                           | Andrea Ussai        | 1161       |
| Trieste               | Il Popolo della Libertà                      | Bruno Marini        | 1087       |
| Trieste               | Autonomia Responsabile                       | Roberto Dipiazza    | 5762       |
| Trieste               | Sinistra Ecologia e Libertà                  | Giulio Lauri        | 430        |
| Trieste               | Cittadini per Debora Serracchiani Presidente | Emiliano Edera      | 810        |
| Trieste               | Slovenska Skupnost                           | Igor Gabrovec       | 1797       |
| Gorizia               | Partito Democratico                          | Sara Vito           | 1990       |
| Gorizia               | Partito Democratico                          | Diego Moretti       | 1726       |
| Gorizia               | Movimento 5 Stelle                           | Ilaria del Zovo     | 503        |
| Gorizia               | Il Popolo della Libertà                      | Rodolfo Ziberna     | 1872       |
| Gorizia               | Sinistra Ecologia e Libertà                  | Alessio Gratton     | 348        |
| Udine                 | Partito Democratico                          | Cristiano Shaurli   | 2505       |
| Udine                 | Partito Democratico                          | Franco Iacop        | 2356       |
| Udine                 | Partito Democratico                          | Vittorino Boem      | 2222       |
| Udine                 | Partito Democratico                          | Vincenzo Martines   | 2032       |
| Udine                 | Partito Democratico                          | Mauro Travanut      | 1873       |
| Udine                 | Partito Democratico                          | Silvano Cremaschi   | 1076       |
| Udine                 | Partito Democratico                          | Enio Agnola         | 1066       |
| Udine                 | Il Popolo della Libertà                      | Riccardo Riccardi   | 6837       |
| Udine                 | Il Popolo della Libertà                      | Alessandro Colautti | 2245       |
| Udine                 | Il Popolo della Libertà                      | Roberto Novelli     | 2070       |
| Udine                 | Il Popolo della Libertà                      | Paride Cargneletti  | 1709       |
| Udine                 | Movimento 5 Stelle                           | Cristian Sergo      | 351        |
| Udine                 | Movimento 5 Stelle                           | Elena Bianchi       | 332        |
| Udine                 | Autonomia Responsabile                       | Giuseppe Sibau      | 896        |
| Udine                 | Lega Nord                                    | Claudio Violino     | 1184       |
| Udine                 | Cittadini per Debora Serracchiani Presidente | Pietro Paviotti     | 931        |
| Udine                 | Unione di Centro                             | Giovanni Barillari  | 1699       |
| Udine                 | Sinistra Ecologia e Libertà                  | Stefano Pustetto    | 775        |
| Tolmezzo              | Partito Democratico                          | Enzo Marsilio       | 2343       |
| Tolmezzo              | Autonomia Responsabile                       | Roberto Revelant    | 1701       |
| Tolmezzo              | Lega Nord                                    | Stefano Mazzolini   | 928        |
| Pordenone             | Partito Democratico                          | Sergio Bolzonello   | 9424       |
| Pordenone             | Partito Democratico                          | Daniele Gerolin     | 1930       |
| Pordenone             | Partito Democratico                          | Renata Bagatin      | 1449       |
| Pordenone             | Partito Democratico                          | Renzo Liva          | 1438       |
| Pordenone             | Partito Democratico                          | Chiara Da Giau      | 1196       |
| Pordenone             | Partito Democratico                          | Armando Zecchinon   | 930        |
| Pordenone             | Il Popolo della Libertà                      | Luca Ciriani        | 3761       |
| Pordenone             | Il Popolo della Libertà                      | Elio De Anna        | 1984       |
| Pordenone             | Movimento 5 Stelle                           | Eleonora Frattolin  | 776        |
| Pordenone             | Lega Nord                                    | Mara Piccin         | 3105       |
| Pordenone             | Autonomia Responsabile                       | Valter Santarossa   | 589        |
| Pordenone             | Cittadini per Debora Serracchiani Presidente | Gino Gregoris       | 1191       |

## Analisi del voto

### Rapporto tra voto di lista e voto al presidente
Debora Serracchiani ha prevalso su Renzo Tondo per 2.066 voti, ovvero una differenza dello 0,39%. A livello di liste invece il centrodestra, che sosteneva Tondo, ha ottenuto 24.912 voti in più della coalizione che ha sostenuto la candidata eletta (differenza del 6,23%). Questo è accaduto in quanto la Serracchiani ha raccolto 211.508 preferenze, 55.961 in più di quanto ottenuto dai partiti della sua coalizione, con una differenza quindi del 26% in più, rispetto a quanto ottenuto dalla coalizione. Tondo invece ha ottenuto solo 28.831 preferenze in più di quelle raccolte dalla sua coalizione (differenza di voti pari al 13,8%).
Il candidato del Movimento 5 Stelle, Saverio Galluccio ha invece ottenuto 48.181 voti in più di quanto raccolto dal suo movimento nel voto per le liste (differenza del 46,72%), mentre Franco Bandelli ha sopravanzato di 4.678 unità il numero di voti quelli raccolti da Un'Altra Regione, con una differenza del 36,24%. In questi ultimi casi però i candidati erano sostenuti da una sola lista ciascuno, ove comunque il voto dato al solo candidato non si estende alla sola lista che lo sostiene.

#### Tabella riepilogativa
| Candidato                          | Voti al candidato | Voti alle liste | Differenza |
| ---------------------------------- | ----------------- | --------------- | ---------- |
| Debora Serracchiani (PD)           | 211.508           | 155.547         | 55.961     |
| Renzo Tondo (PdL)                  | 209.457           | 180.626         | 28.831     |
| Saverio Galluccio (M5S)            | 103.135           | 54.908          | 48.227     |
| Franco Bandelli (Un'Altra Regione) | 12.908            | 8.231           | 4.677      |

### Trend di voto
Il candidato di centrodestra Tondo ha ottenuto, rispetto alle elezioni regionali del 2008, 199.973 preferenze in meno, passando dal 53,84% al 39%, con un calo del 14,84%. Debora Serracchiani, invece, rispetto al candidato del centrosinistra del 2008, Riccardo Illy, ha ottenuto 139.556 voti in meno: in termini percentuali dal 46,16% al 39,39%, ovvero un calo del 6,77%.
In termini di coalizioni di liste il centrodestra è calato dell'8,4%, mentre il centrosinistra ha subito una riduzione dei consensi del 7,42%.
A livello di singole liste il Partito Democratico è calato del 3,11%, mentre Il Popolo della Libertà ha visto ridursi la sua percentuale di voti del 12,99%, calo in parte compensato dal risultato di Autonomia Responsabile (10,72%), movimento nato in appoggio al PdL. Gli unici, fra i partiti presenti già alle elezioni del 2008, ad aver aumentato, in termini percentuali, le preferenze sono i Cittadini per Debora Serracchiani Presidente, che hanno guadagnato lo 0,21%, e la Slovenska Skupnost, con un aumento dello 0,17%.

### Analisi territoriale del voto
Debora Serracchiani è prevalsa, quale candidato più votato, sia nella circoscrizione di Trieste che in quella di Gorizia, con circa 10.000 voti di margine, in ciascuna delle due entità, su Renzo Tondo. Tondo invece ha vinto nelle restanti tre circoscrizioni, prevalendo a Udine per 7.000 preferenze, a Tolmezzo di 600 e a Pordenone di circa 10.000. In tutte e cinque le circoscrizioni Saverio Galluccio è giunto al terzo posto, mentre Franco Bandelli è risultato quarto. Entrambi hanno ottenuto il risultato migliore nella circoscrizione di Trieste, e quello peggiore in quella di Pordenone.
A livello comunale la Serracchiani si è imposta in tutti i comuni delle provincie di Trieste e Gorizia (fatta eccezione per Grado e Dolegna del Collio), nella parte orientale della Bassa friulana, in quasi la totalità dei comuni della Carnia, e nella fascia attorno a Udine. Tondo è prevalso nella quasi totalità dei comuni della provincia di Pordenone, nella parte occidentale della Bassa e in buona parte del Medio Friuli. Gli altri due candidati non sono risultati i più votati in nessun comune della regione.

#### Tabelle riepilogative
| Candidato           | Voti e percentuali | Voti e percentuali | Voti e percentuali | Voti e percentuali | Voti e percentuali |
| ------------------- | ------------------ | ------------------ | ------------------ | ------------------ | ------------------ |
| Candidato           | Trieste            | Gorizia            | Udine              | Tolmezzo           | Pordenone          |
| Debora Serracchiani | 38.670 (40,72%)    | 28.336 (46,28%)    | 80.526 (38,29%)    | 14.531 (39,55%)    | 49.445 (36,97%)    |
| Renzo Tondo         | 28.694 (30,21%)    | 18.218 (29,75%)    | 87.827 (41,76%)    | 15.174 (41,30%)    | 59.544 (44,52%)    |
| Saverio Galluccio   | 21.661 (22,81%)    | 13.598 (22,21%)    | 38.082 (18,11%)    | 6.475 (17,62%)     | 23.319 (17,43%)    |
| Franco Bandelli     | 5.951 (6,27%)      | 1.075 (1,76%)      | 3.870 (1,84%)      | 559 (1,52%)        | 1.453 (1,09%)      |

| Coalizione         | Voti e percentuali | Voti e percentuali | Voti e percentuali | Voti e percentuali | Voti e percentuali |
| ------------------ | ------------------ | ------------------ | ------------------ | ------------------ | ------------------ |
| Coalizione         | Trieste            | Gorizia            | Udine              | Tolmezzo           | Pordenone          |
| Centrosinistra     | 29.170 (40,94%)    | 21.809 (48,37%)    | 54.587 (36,50%)    | 10.450 (37,85%)    | 39.531 (37,36%)    |
| Centrodestra       | 25.776 (36,18%)    | 15.470 (34,31%)    | 73.801 (49,35%)    | 13.126 (47,53%)    | 52.453 (49,57%)    |
| Movimento 5 Stelle | 12.823 (18,00%)    | 7.248 (16,08%)     | 18.271 (12,22%)    | 3.656 (13,24%)     | 12.910 (12,20%)    |
| Un'Altra Regione   | 3.480 (4,88%)      | 560 (1,24%)        | 2.893 (1,93%)      | 383 (1,39%)        | 915 (0,86%)        |

### Distribuzione del voto nelle maggiori città
| Candidato | Candidato           | Voti e percentuali | Voti e percentuali | Voti e percentuali | Voti e percentuali |
| --------- | ------------------- | ------------------ | ------------------ | ------------------ | ------------------ |
| Candidato | Candidato           | Trieste            | Gorizia            | Udine              | Pordenone          |
|           | Debora Serracchiani | 32.029 (39,52%)    | 5.855 (38,63%)     | 20.103 (43,40%)    | 9.343 (43,30%)     |
|           | Renzo Tondo         | 25.071 (30,94%)    | 5.691 (37,55%)     | 17.174 (37,08%)    | 7.965 (36,91%)     |
|           | Saverio Galluccio   | 18.467 (22,79%)    | 3.358 (22,15%)     | 8.251 (17,81%)     | 3.984 (18,46%)     |
|           | Franco Bandelli     | 5.470 (6,75%)      | 253 (1,67%)        | 794 (1,71%)        | 285 (1,32%)        |

| Coalizione | Coalizione         | Voti e percentuali | Voti e percentuali | Voti e percentuali | Voti e percentuali |
| ---------- | ------------------ | ------------------ | ------------------ | ------------------ | ------------------ |
| Coalizione | Coalizione         | Trieste            | Gorizia            | Udine              | Pordenone          |
|            | Centro-sinistra    | 23.908 (39,43%)    | 4.392 (38,03%)     | 13.095 (41,29%)    | 7.678 (44,88%)     |
|            | Centro-destra      | 22.469 (37,06%)    | 5.081 (43,99%)     | 13.593 (42,86%)    | 6.823 (39,88%)     |
|            | Movimento 5 Stelle | 11.074 (18,26%)    | 1.945 (16,84%)     | 4.401 (13,88%)     | 2.428 (14,19%)     |
|            | Un'Altra Regione   | 3.184 (5,25%)      | 132 (1,14%)        | 626 (1,97%)        | 180 (1,05%)        |

## Esito delle elezioni
In relazione all'esito delle elezioni il 25 aprile 2013 Debora Serracchiani, candidata del Centrosinistra, è stata proclamata Presidente del Friuli-Venezia Giulia. La sua giunta è composta da 8 membri.
Il 13 maggio Franco Iacop, del Partito Democratico, è stato eletto nuovo Presidente dell'Assemblea.
Il 22 maggio il centrodestra, visto l'esiguo margine di vittoria per il candidato di Centrosinistra, ha deciso di presentare ricorso presso il Tribunale Amministrativo Regionale.
A luglio il TAR respinge il ricorso del centrodestra, in parte «inammissibile» e in parte «infondato».
Il 22 marzo 2018, a seguito della elezione alla Camera dei deputati, Debora Serracchiani rassegna le dimissioni da presidente della regione. La Giunta rimane in carica guidata dal vice, Sergio Bolzonello, per il disbrigo degli affari correnti, fine alle successive elezioni regionali, stabilite per il 29 aprile 2018.

### Tabella riepilogativa
| N. | Ritratto | Ritratto | Nome (Nascita-Morte)                                     | Mandato        | Mandato       | Partito             | Giunta       | Composizione                    |
| -- | -------- | -------- | -------------------------------------------------------- | -------------- | ------------- | ------------------- | ------------ | ------------------------------- |
| 13 |          |          | Debora Serracchiani (1970)                               | 25 aprile 2013 | 22 marzo 2018 | Partito Democratico | Serracchiani | PD (4)-SEL (1)-CpP (1)-Ind. (2) |
| –  |          |          | Sergio Bolzonello Vicepresidente facente funzioni (1960) | 26 marzo 2018  | 3 maggio 2018 | Partito Democratico | Serracchiani | PD (4)-SEL (1)-CpP (1)-Ind. (2) |